# عبدين
عبدين هي قرية لبنانية من قرى قضاء بشري في محافظة الشمال.